# قضیه هیئت منصفه کندورسه

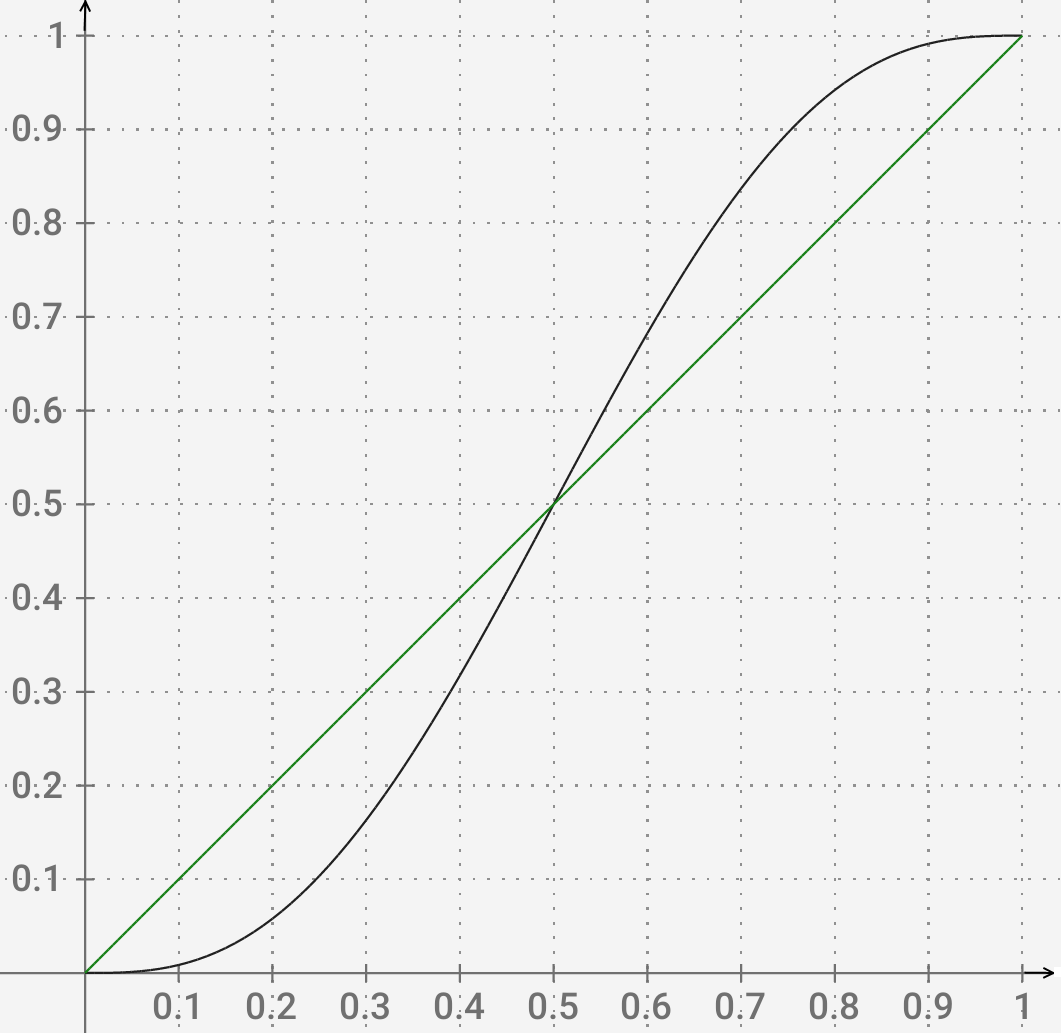
قضیه هیئت منصفه کندورسه، محور افقی: احتمال درستی رأی یک نفر، محور عمودی: احتمال درستی رأی اکثریت

قضیه هیئت منصفه کندورسه (انگلیسی: Condorcet's jury theorem) قضیه‌ای در علوم سیاسی است که دربارهٔ احتمال نسبی گروهی از اشخاص که تصمیم درست می‌گیرند، صحبت می‌کند. این قضیه برای نخستین بار به وسیلهٔ مارکی دو کندورسه در سال ۱۷۸۵ میلادی تحت عنوان مقاله‌ای در باب کاربرد تحلیل احتمال رأی اکثریت مطرح شد.
قضیه در ساده‌ترین حالت فرض می‌کند که یک گروه می‌خواهد بر اساس رأی اکثریت تصمیم‌گیری کند. تنها، یکی از دو نتیجهٔ رأی‌گیری درست است و رأی‌دهنده‌ها با احتمال مستقل {\displaystyle p} رأی درست می‌دهند. قضیه در پی این پرسش است که چند نفر باید در گروه رأی دهندگان باشند. نتیجه بستگی به این دارد که {\displaystyle p} از {\displaystyle {\frac {1}{2}}} بیشتر باشد یا کمتر:
- اگر {\displaystyle p} بیشتر از {\displaystyle {\frac {1}{2}}} باشد (شرکت کنندگان با احتمال بیشتری رأی درست دهند)، افزوده شدن تعداد رأی دهندگان، احتمال صحت تصمیم‌گیری رأی اکثریت را افزایش می‌دهد و در بینهایت این مقدار به ۱ می‌رسد.
- در غیر این صورت، اگر {\displaystyle p} کمتر از {\displaystyle {\frac {1}{2}}} باشد (شرکت کنندگان با احتمال بیشتری رأی نادرست دهند)، افزایش تعداد رأی دهندگان همه چیز را بدتر می‌کند؛ در این حالت تعداد بهینهٔ هیئت منصفه یک نفر خواهد بود.

## برهان
فرض کنید احتمال درستی رأی نفر اول {\displaystyle p} باشد (احتمال نادرستی رأی نفر اول برابر است با {\displaystyle 1-p})، حال دو نفر به تعداد رأی دهندگان اضافه می‌شوند. احتمال این که این دو نفر رأی اکثریت نادرست را به رأی اکثریت درست تبدیل کنند برابر است با {\displaystyle p^{2}(1-p)} و احتمال این که این دو نفر رأی درست را به رأی نادرست تبدیل کنند برابر است با {\displaystyle p(1-p)(1-p)} . در صورتی احتمال حالت اول بیشتر از حالت دوم است که {\displaystyle p>{\frac {1}{2}}} باشد.
در حالت کلی احتمال درستی رأی اکثریت برابر است با:
{\displaystyle P_{N}=\sum _{i=(N+1)/2}^{N}{\frac {N!}{(N-i)!i!}}p^{i}(1-p)^{N-i}}
و احتمال {\displaystyle P_{N}} در صورتی از {\displaystyle p} بیشتر است که {\displaystyle p>{\frac {1}{2}}} باشد.
به طوری که:
- {\displaystyle N} تعداد اعضای گروه و مقداری فرد،
- {\displaystyle P_{N}} احتمال درستی رأی اکثریت گروه،
- {\displaystyle p} احتمال درستی رأی هر یک از اعضا،
- {\displaystyle i}  تعداد اعضای مورد نیاز برای تشکیل یک اکثریت است.

## محدودیت‌ها
قضیهٔ هیئت منصفه کندروسه به خودی خود و با پیش فرض‌های گفته شده صحیح می‌باشد. اما فرضیات این قضیه تا حدودی غیر واقعی است. بعضی از بحث‌های صورت گرفته پیرامون فرض‌های این قضیه به شرح زیر است.
1. آرای واقعی مستقل از یکدیگر نیستند. البته این حقیقت لزوماً مشکلی برای قضیه ایجاد نمی‌کند. این قضیه هنوز هم تحت فرضیاتی به اندازهٔ کافی عمومی معتبر است.[۲] یکی از نسخه‌های قوی این قضیه اظهار می‌کند که لازم است که میانگین احتمال تصمیم‌گیری درست، اندکی از ۰٫۵ بیشتر باشد.[۳] این نسخه از قضیهٔ هیئت منصفهٔ کندورسه نیازی به استقلال تصمیم‌ها ندارد، بلکه درجهٔ همبستگی تصمیم‌ها را هم به حساب آورده‌است.[۴]